# Bệnh não gan
Bệnh não gan (Tiếng Anh: Hepatic encephalopathy - HE) là một sự thay đổi trạng thái ý thức  do suy gan. Khởi phát của nó có thể dần dần hoặc đột ngột. Các triệu chứng khác có thể bao gồm các vấn đề vận động, thay đổi tâm trạng hoặc thay đổi tính cách.  Trong giai đoạn nâng cao nó có thể dẫn đến hôn mê.
Bệnh não gan có thể xảy ra ở những người bị bệnh gan cấp tính hoặc mãn tính. Các đợt có thể được kích hoạt bởi nhiễm trùng, chảy máu đường tiêu hóa, táo bón, các vấn đề về điện giải hoặc một số loại thuốc. Cơ chế cơ bản được cho là liên quan đến sự tích tụ amonia trong máu, một chất thường được gan loại bỏ. Chẩn đoán thường dựa trên các triệu chứng sau khi loại trừ các nguyên nhân tiềm năng khác.   Việc chẩn đoán có thể được hỗ trợ bởi nồng độ amonia trong máu, điện não đồ hoặc chụp CT bộ não.
Bệnh não gan có thể hồi phục khi điều trị. Điều này thường bao gồm chăm sóc hỗ trợ và giải quyết các tác nhân của sự kiện. Lactulose thường được sử dụng để giảm nồng độ amonia.  Một số loại kháng sinh (như rifaximin) và men vi sinh là những lựa chọn tiềm năng khác.  Ghép gan có thể cải thiện kết quả ở những người bị bệnh nặng.
Hơn 40% những người bị xơ gan phát triển bệnh não gan. Hơn một nửa số người mắc bệnh xơ gan và HE đáng kể sống chưa đầy một năm. Ở những người có thể được ghép gan, nguy cơ tử vong thấp hơn 30% trong năm năm tiếp theo.  Bệnh này đã được mô tả ít nhất là từ năm 1860.

## Dấu hiệu và triệu chứng
Hình thức nhẹ nhất của bệnh não gan rất khó phát hiện trên lâm sàng, nhưng có thể được chứng minh trên xét nghiệm tâm thần kinh. Nó được trải nghiệm như sự lãng quên, nhầm lẫn nhẹ và khó chịu. Giai đoạn đầu tiên của bệnh não gan được đặc trưng bởi mô hình đánh thức giấc ngủ ngược (ngủ vào ban ngày, thức dậy vào ban đêm). Giai đoạn thứ hai được đánh dấu bằng sự thờ ơ và thay đổi tính cách. Giai đoạn thứ ba được đánh dấu bởi sự nhầm lẫn tồi tệ hơn. Giai đoạn thứ tư được đánh dấu bằng một sự tiến triển đến hôn mê.